# Halme cleriformis
Halme cleriformis är en skalbaggsart som beskrevs av Francis Polkinghorne Pascoe 1869. Halme cleriformis ingår i släktet Halme och familjen långhorningar.
Artens utbredningsområde är Laos. Inga underarter finns listade i Catalogue of Life.